# 塞尔丘克·巴伊拉克塔尔

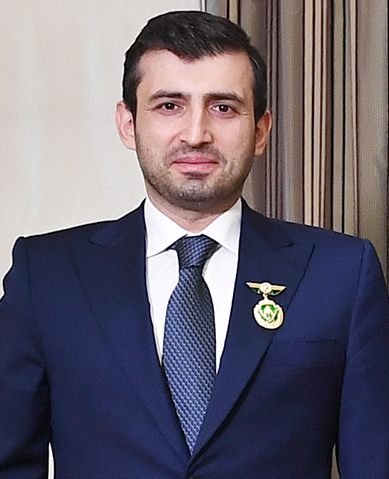
塞尔丘克·巴伊拉克塔尔

塞尔丘克·巴伊拉克塔尔（1979年—），土耳其拜卡公司无人机项目的首席技术官，开发了巴伊拉克塔尔TB2无人机。曾就读于罗伯特学院、伊斯坦布尔理工大学、宾夕法尼亚大学和麻省理工学院。
塞尔丘克·巴伊拉克塔尔被视为是土耳其总统和正义与发展党领导人雷杰普·塔伊普·埃尔多安的可能继任者。

## 早年生活和教育
巴伊拉克塔尔祖先来自特拉布宗，1979 年10月7日出生于伊斯坦布尔的Sarıyer区，是 厄兹代米尔·巴伊拉克塔尔（土耳其语:Özdemir Bayraktar ）和贾南·巴伊拉克塔尔 （土耳其语：Canan Bayraktar） 夫妇的第二个孩子。1997年毕业于罗伯特学院，同年进入伊斯坦布尔技术大学，就读于电子与通信工程系。在本科教育期间，他获得了宾夕法尼亚大学通用机器人、自动化、传感和感知（GRASP） 实验室的奖学金，他于 2004 年获得硕士学位。他的硕士学位研究涉及成功演示无人机在编队飞行中与地面机器人团队的空地协调，引起关注,并获得麻省理工的奖学金。在导师 George Pappas 和Eric Feron的指导下继续学习，Bayraktar 通过研究无人驾驶直升机系统的自主、激进机动获得了第二个硕士学位。

## 职业生涯
在美国完成学业后，他于 2007 年回到土耳其，成为Baykar的首席技术官。在他的领导下，Baykar 开发了Bayraktar 系列无人机，这是土耳其第一个本土无人机项目，包括Bayraktar 迷你无人机、Bayraktar TB2、Bayraktar VTOL和Bayraktar Akıncı。这些载具被土耳其安全部队用于打击库尔德工人党的行动，并参与了叙利亚内战、第二次利比亚内战、第二次纳戈尔诺-卡拉巴赫战争和2022年俄乌冲突等冲突。

## 个人生活
巴伊拉克塔尔的妻子是现任土耳其总统埃尔多安四女叙梅耶·埃尔多安，2016年2人成婚，育有1子。

## 荣誉
2021 年 4 月 1 日，阿塞拜疆总统伊利哈姆·阿利耶夫授予他卡拉巴赫勋章。

## 著作
塞尔丘克·巴伊拉克塔尔在麻省理工的毕业论文是《Aggressive landing maneuvers for unmanned aerial vehicles》，2006。